# Catedral de Nuestra Señora del Líbano (París)
La catedral de Nuestra Señora del Líbano o simplemente catedral maronita de París (en francés: Cathédrale Notre-Dame-du-Liban de Paris) es la iglesia catedral y madre de la eparquía de Nuestra Señora del Líbano de París de los maronitas, parte de la iglesia maronita, uno de los ritos de la tradición católica oriental en plena comunión con la Santa Sede. Está situada en la escuela de Sainte-Geneviève de los padres jesuitas en el distrito quinto de París, Francia, siendo construida entre 1893 y 1894 por el arquitecto Jules-Godefroy Astruc.

Fue inaugurada formalmente el 13 de mayo de 1894, siendo asignado por los padres jesuitas de la escuela Sainte-Geneviève y dedicada a Nuestra Señora del Líbano, un santuario mariano en Beirut, Líbano. Siguiendo la ley francesa de 1905 sobre la Separación de las Iglesias y el Estado, los jesuitas la dejaron. Fue asignado en 1915 a la adoración maronita. En 1937, una casa franco-libanesa fue construida alrededor de la parroquia. Las renovaciones del techo, el dosel y otras partes se hicieron entre 1990 y 1993.

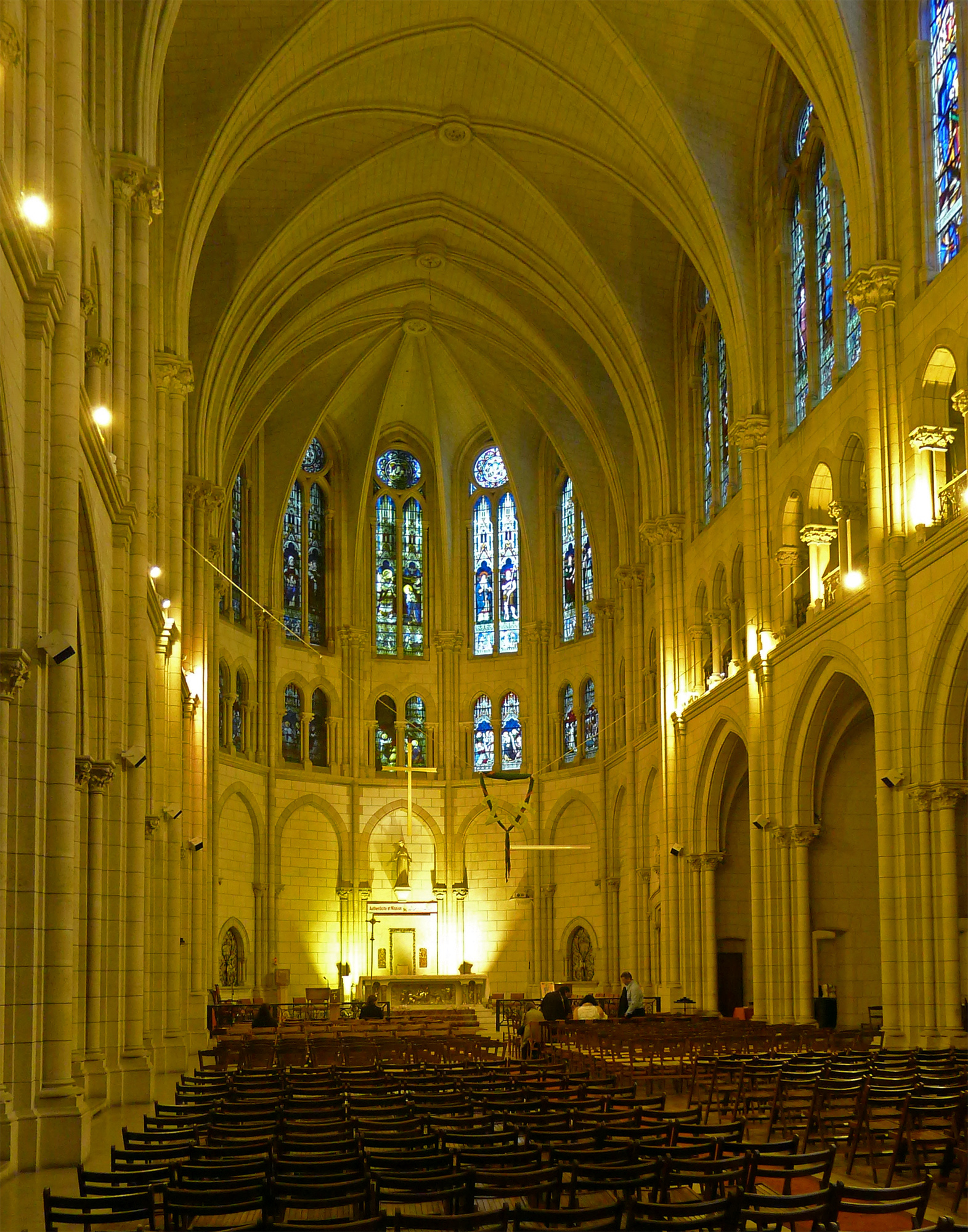
Vista interna